# Mosquero, New Mexico
Mosquero este o localitate, o municipalitate și sediul comitatului Harding din statul New Mexico, Statele Unite ale Americii. Localitatea se întinde și în comitatul vecin, San Miguel.